# 水原勇気
水原 勇気（みずはら ゆうき）は、水島新司の漫画『野球狂の詩』ほか数作品に登場する架空の人物。女性プロ野球選手。女性がプロ野球選手になるという発想はフィクションであっても当時としては奇抜かつ斬新であり、後年、吉田えり、片岡安祐美のように女性として男子選手とともにプロ野球等で活躍する選手の代名詞としてその名が使われるようになった。

## 来歴
アンダースローの左投手。女性初のプロ野球選手として、1975年東京メッツにドラフト1位で指名された。「医学上女性が支配下選手として登録出来ない」という当時の野球協約を乗り越えて入団する。
当時、アンダースローの左投手は日本プロ野球界には存在しなかった。球威はない がコントロールに優れ、後に「ドリームボール」という決め球を持つ。ストッパーとして、勝ち試合の9回2アウト2ストライクからの「1球限定」起用が多かった。
高校女子野球部に在籍中、東京メッツの岩田鉄五郎にその素質を見出される。プロ野球には全く興味がなく、獣医を目指して大学進学の受験勉強をしていた。入団の説得に日参する岩田を嫌い、ソデにし続けるが、岩田の「1年だけでいいから俺の夢を叶えてくれ」との涙ながらの訴えに心を動かし、入団を決意した。
ドリームボールは、2軍の捕手である武藤兵吉が、夢の中で水原が次々に空振りを取るのを見て考案したことからそう名づけられた。武藤が広島カープにトレードで放出された後、岩田がコーチを引き継ぎ、ボウリングを取り入れたトレーニングなどもあって水原はドリームボールを身につける。老練な岩田の策に則り、ドリームボールそのものの存在をも駆け引きに使い（メッツのチームメイトにすら「ドリームボールは存在しない」と思わせたことも）、ワンポイントリリーフとして多くの打者を討ち取る。武藤との対戦も、ドリームボールを待っていた武藤に対しドリームボールを使わずに討ち取るが、打倒ドリームボールの妄執に憑りつかれた武藤との再戦にはキャッチャー岩田鉄五郎の指示に従わずドリームボールを投げるも打たれてしまう。
ドリームボール以外ではシュートやカーブといった変化球も投げるが、元々は変化球を投げていたのではなく、水原のキャッチャーを務めた野球部の主将や帯刀守によれば、ストレートがバッターの手元で多彩に変化しているという
『野球狂の詩 平成編』においては松川オーナーの依頼で5年前から行方不明の岩田鉄五郎を捜索、見つけ出す。97年の最終戦に鉄五郎の倒れた後を受けて登板しセーブを挙げる。98年かつてのチームメイト国立の娘・珠美の願いを受けメッツ入団に尽力後、99年に投手コーチ（後には現役投手）として復帰。2000年には少なくとも10セーブ以上を挙げ（10連続セーブの記述から）、13億でポスティングによりメジャー移籍かと騒がれた。2003年には岩田監督の負傷休養の間、やはり女性では初になる監督代行も務める。2005年の『野球狂の詩VS.ドカベン』では、『ドカベン』の主人公・山田太郎と日本シリーズで対決する。
『ドカベン ドリームトーナメント編』では広島東洋カープに入団、師である武藤と念願であったバッテリーを組む。

## 人物
高卒入団直後（1976年）は、かなりスリムな体型で、父親にも「（メッツが）客寄せ目当てならもっとボインの子を採るさ」などと軽口を言われるほど、痩せて弱々しいイメージであったが、平成編以降は胸などもふっくらと描かれるようになった。劇中では入団前から「美少女」「美人」と評されており、結婚後もそのスタイルの良さや美貌は変わらず、メッツの札幌移転後には、親会社である華生堂の化粧品イメージモデルにもなっている。ドリームトーナメント編では若手プロ選手時代を描いた回想でも豊満なスタイルに描かれている。
昭和の「野球狂の詩」の終了から「平成編」開始までの間に結婚していたが、その詳細は一切明かされておらず（苗字は「水原」のままである）、夫となった人物も未だに登場していない。水原が鉄五郎の頼みで最初に現役復帰する「野球狂の詩・平成編」1話（1997年：39歳）時点では、中学生の娘・茜がいる。彼女の生年（1958年早生まれ）から計算すると、20代前半に出産したことになる。

## ドリームボール
水原勇気の投法による、オリジナル・フィニッシュボール（決め球）の俗称。発起人および名付け親は、同僚だった捕手・武藤兵吉。
特徴は、フォークボールの握りでボウリング投法による下手投げによりストレートがホップし、打者の手前でスクリューボールのように揺れながら落ちる変化球の一種。
当初は武藤兵吉が推し進めていたものを、中途から岩田鉄五郎が引き継ぎ完成した。ただしトレードで敵同士になった武藤は「プロなら後は自分で考えろ」と詳細を明かさず退団したため、完成体はあくまで水原と岩田が共同で独自に開発したものである。そのため最初は武藤もドリームボールの謎は知らず、本来武藤が考えていた原案も劇中では殆ど明かされなかった。
水原は引退後の後年、メッツに入団した国立珠美にドリームボールを伝授し、さらに進化させた2回ホップするニュードリームボールを考案している。
元メッツのエースで『平成編』でガメッツの監督となった火浦健は、水原や国立がドリームボールを投げる時のクセを見抜いて打者に指示を出していたが、そのクセとは「絶対打たれないという自信から、投げる時は目が輝く」という物だった。
『ドカベン ドリームトーナメント編』では「最後はどのような変化をするのか分からない」と設定が改変されている。

## キャスト
声優
- 木之内みどり - テレビアニメ版第1話
- 信沢三恵子 - テレビアニメ版第2話 - 第11話
- 山崎和佳奈 - ゲーム『激闘プロ野球 水島新司オールスターズVSプロ野球』

俳優
- 木之内みどり - 実写映画版
- 斉藤由貴 - テレビドラマ版

## 年度別投手成績
| 年度   | チーム                      | 背 番 号 | 登 板          | 勝 利          | 敗 戦          | セ 丨 ブ       | 投 球 回       | 奪 三 振       | 防 御 率       |                |
| ------ | --------------------------- | -------- | -------------- | -------------- | -------------- | -------------- | -------------- | -------------- | -------------- | -------------- |
| 1976年 | 東京メッツ 札幌華生堂メッツ | 1        | 15             | 1              | 3              | 11             | 9.1            | 11             | 5.79           |                |
| 1978年 | 東京メッツ 札幌華生堂メッツ | 1        | 登板機会無し ※ | 登板機会無し ※ | 登板機会無し ※ | 登板機会無し ※ | 登板機会無し ※ | 登板機会無し ※ | 登板機会無し ※ | 登板機会無し ※ |
| 1997年 | 東京メッツ 札幌華生堂メッツ | 91       | 1              | 0              | 0              | 1              | 0.1            | 0              | 0.00           |                |
| 1999年 | 東京メッツ 札幌華生堂メッツ | 91       | 1              | 1              | 0              | 0              | 0.1            | 1              | 0.00           |                |
| 2000年 | 東京メッツ 札幌華生堂メッツ | 91       |                | 2              | 0              | 12             |                |                |                |                |
| 2001年 | 東京メッツ 札幌華生堂メッツ | 91       |                | 0              | 0              | 1              |                |                |                |                |
| 2002年 | 東京メッツ 札幌華生堂メッツ | 91       |                | 0              | 0              | 5              |                |                |                |                |
| 2003年 | 東京メッツ 札幌華生堂メッツ | 91       |                | 1              | 0              | 9              |                |                |                |                |
| 2004年 | 東京メッツ 札幌華生堂メッツ | 91       |                | 0              | 0              | 0              |                |                |                |                |
| 2005年 | 東京メッツ 札幌華生堂メッツ | 91       |                | 3              | 2              | 32             |                |                | 1.23           |                |

- ※78年は投手としての登板機会は不明だが、作中1試合だけ打席に立っている（1-0）。

豊福きこうによる水原勇気の成績、1勝3敗12Sは「1999年までの漫画で描かれたシーン及び言及された数字のみ」で計上された成績であり、最低がこの成績という意味である。1978年のシーズンが登板機会無しなのは水原が投げる描写が作中でなかったためである。
なお、作中では水原は1976年に少なくとも1勝を挙げているが豊福が0勝としているのは、水島のミスで、野球ルール上で勝ち星にならないような条件で水原の初勝利エピソードを描いてしまったためである。

## その他
- 元々は、『野球狂の詩』がそれまでの不定期連載から週刊連載になったのを機に生まれた登場人物である。1978年8月10日に日本コロムビアから発売されたアニメ版のオリジナル・サウンドトラック盤（CQ-7012）の解説書に掲載されていた水島新司のコメントによれば、前々から女性プロ野球選手を描くことを考えていた水島が知り合いのプロ野球選手たちにこのアイデアを打ち明けてみたところ、反応はことごとく否定的で嘲笑の声すらあった。しかし、ただひとり野村克也だけが、「その投手にしかないボールがあれば、ワンポイントとしてなら通用するかもしれない」と語り、これがドリームボール誕生のきっかけになったという当時の裏話がある。映画では、南海ホークスとのオープン戦で「女の球を打っても自慢にならない」と笑っていたが、直接対決で打ち取られてしまい、彼女を見直すというシーンがある。
- 作中での彼女の活躍をデータで検証した『水原勇気1勝3敗12S』（豊福きこう著、講談社文庫、ISBN 4062648474）という著作がある。元々は、1992年に『水原勇気0勝3敗11S』のタイトルで単行本で出版された本で、文庫化に当たって、加筆修正と改題が行われている。
- ナムコ（後のバンダイナムコゲームス）発売のファミスタシリーズ本編ではPCエンジン版『プロ野球ワールドスタジアム'91』やMSX2版『プロ野球ファミリースタジアム ペナントレース』、ファミコン版『ファミスタ'89 開幕版!!』に登場するオールドリームス及び『ファミスタ'90』『'91』に登場するアニメスターズ（オールドリームスの後継球団）にリリーフ投手として「ゆうき」の名前で登場している。
- 2002年、新潟商工会議所と同商店街振興組合により、新潟市中央区古町通のアーケード内の水島新司マンガストリートに水島作品の登場人物計7体の銅像が設置されたが、その中に水原の銅像も含まれている[5]。
- 東芝のラジカセ、ACTASシリーズのイメージキャラクターとして一時期起用されていた[6]。